# 極運動

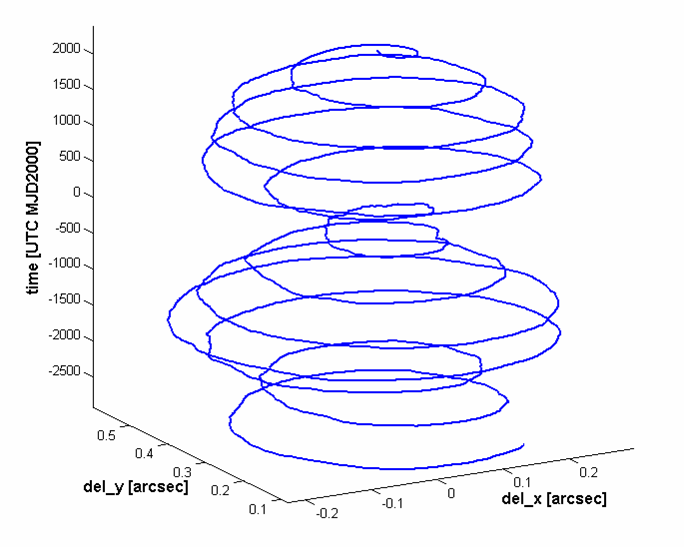
周期の干渉による振幅の変動

極運動（きょくうんどう）とは、地球の自転軸に対して地球の本体が移動する現象である。地球の自転軸そのものも歳差や章動によって少しずつ動いているが、この現象と混同されやすい。極運動には、14ヶ月周期のチャンドラー極運動と12ヶ月周期の周年極運動の2種類の運動があるが干渉により6年周期で振幅が増減する。
極運動によって、地理極の位置は少しずつずれる。今までの観測から、北極は半径約10 m 程度の範囲内で円に近い道筋をたどって移動を続けている。このため、見かけ上、星の位置は最大で{\displaystyle 0.''3}程度ずれる。

## 歴史
極運動が存在する可能性は1756年にレオンハルト・オイラーによって初めて論理的に示された。この理論では極の位置は約305日の周期で変化するものと結論されていた。それ以来、この現象を観測しようと何人もの学者が挑戦した。初めての成果はドイツのフリードリッヒ・キュストナーとアメリカのセス・チャンドラーによって19世紀末に得られた。
キュストナーは星の位置の観測から、チャンドラーは全く別に200年前の古い星の位置の記録からこの結果を導き出した。チャンドラーが得た結果は変化の周期が305日ではなく428日であったため、人々を驚かせた。それまでは305日周期の変化を発見しようと努力していたからである。この428日周期の極の運動をチャンドラー極運動という。オイラーの誤りは地球を剛体であると仮定したためで、サイモン・ニューカムは地球を弾性体と仮定すれば観測値と適合することを証明した。

## 極運動の観測
極運動は複雑な運動で、その観測は重要である。現在国際地球回転・基準系事業(IERS)によって世界中の観測所が協力して極の動きを監視している。

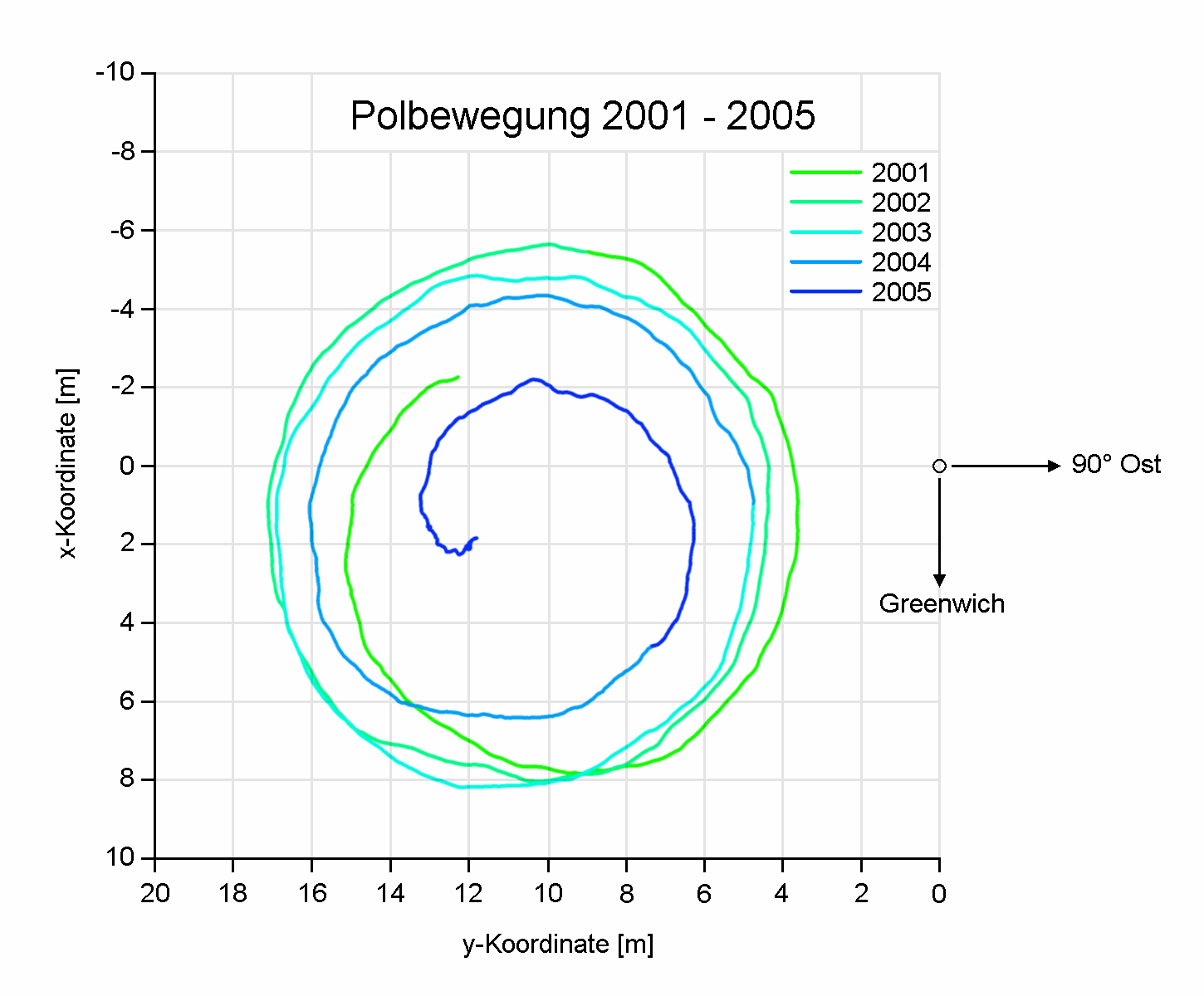
2001年から2005年までの極運動　原点はCIO

右の図はIERSの発表した北極の位置をプロットしたものである。真の北極は428日の周期で反時計まわりに回っていることが分かる。将来の極の位置は大体の見当をつけることはできるものの、正確な値は実際に観測をすることでしか今のところわからない。
極の位置は北極付近のある点を原点としてxy座標系で表す。この原点は国際緯度観測事業 (ILS) での1900年から1905年までの6年間の観測 (ILS 1900-05) による北極の平均位置である。これを慣用国際原点（CIO、英: conventional international origin）という。x軸は経度0度の経線で、y軸は西経90度の経線である。

## 極運動の原因
現在、極運動の原因はいろいろな原因が考えられている。現在最も受け入れられている理論は「極運動には1年周期と1.2年周期の成分がある。1年周期の方は地球表層の大気水圏における季節変化に伴う質量分布変化や角運動量変化による一種の『強制振動』である。1.2年周期（約435日）は地球システムの力学的な特性を反映した『固有周期』であって，何らかの外力で励起されなければ観測されない『自由振動』である」というものである。

## 参照・脚注
1. ↑  関口直甫「極運動は自由章動ではない」『日本天文学会年会講演予稿集』第1991巻特殊号:春季、日本天文学会、東京都三鷹市、1991年、302頁、ISSN 1347-0639、関口直甫 - J-GLOBAL。
2. ↑  小林裕太、日置幸介「最近の大地震による極運動の励起について」『測地学会誌』第58巻第2号、日本測地学会、東京都、2012年10月25日、89-93頁、doi:10.11366/sokuchi.58.89、ISSN 0038-0830、NAID 130003378540、NCID AN00134900。
3. ↑  Observatoire de Paris (2014年2月2日). “IERS EOP - Observatoire de Paris” (html) (英語). IERS EOP - Observatoire de Paris.   Observatoire de Paris. 2014年2月2日閲覧。 “Polar motion over recent year”
4. ↑  弓滋「第19(地球回転)委員会 (第13回IAU総会からの報告)」（PDF）『天文月報』第61巻第1号、日本天文学会、東京都三鷹市、1967年12月、15頁、ISSN 0374-2466、NAID 40018111018、NCID AN00154555、NDLJP:3304542、2014年2月2日閲覧。
5. ↑  若生康二郎「天象欄－慣用国際原点(CIO)（原点めぐり）」（PDF）『天文月報』第66巻第5号、日本天文学会、東京都三鷹市、1973年4月、129頁、ISSN 0374-2466、NCID AN00154555、NDLJP:3304611、2014年2月2日閲覧。